# Robert M. Montague

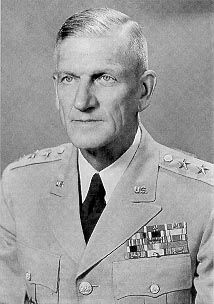
Robert M. Montague (1948)

Robert Miller Montague (* 7. August 1899 in Portland, Multnomah County, Oregon; † 20. Februar 1958 in Balboa, Panama) war ein Generalleutnant der United States Army. Er kommandierte unter anderem das I. Korps.
Robert Montague studierte zunächst an der University of Oregon und wechselte dann zur United States Military Academy in West Point. Nach seiner Graduation im Jahr 1918 wurde er als Leutnant der Artillerie zugeteilt. In der Armee durchlief er anschließend alle Offiziersränge vom Leutnant bis zum Drei-Sterne-General.
Im Lauf seiner militärischen Karriere absolvierte Montague verschiedene Kurse und Schulungen. Dazu gehörten unter anderem der Field Artillery Basic Course (1920), der Field Artillery Advanced Course (1933) und das Command and General Staff College (1938) und die School for New Divisional Officers (1942).
Im Ersten Weltkrieg kam er nicht mehr zum Einsatz. Im Jahr 1919 unternahm er eine Besichtigungstour der Schlachtfelder des Kriegs. In den 1920er und 1930er Jahren absolvierte er den für Offiziere in den entsprechenden Rangstufen üblichen Dienst in verschiedenen Einheiten und Standorten. Im weiteren Verlauf seiner Laufbahn kommandierte er Einheiten auf fast allen militärischen Ebenen. Zwischenzeitlich wurde er auch als Stabsoffizier eingesetzt. Darüber hinaus war er in den 1930er Jahren auch als Dozent an der Militärakademie in West Point tätig.
Zwischen Juni 1941 und März 1942 war Robert Montague Stabsoffizier in der Abteilung G3 (Operationen) im Kriegsministerium in Washington, D.C. In diese Zeit fiel der amerikanische Eintritt in den Zweiten Weltkrieg. In der Folge nahm er aktiv auf dem europäischen Kriegsschauplatz am Kriegsgeschehen teil. Von 1942 bis 1946 kommandierte er die Artillerie der 83. Infanteriedivision. Diese wurde im April 1944 nach England verlegt und landete am 18. Juni am Omaha Beach in der Normandie. In den folgenden Monaten kämpfte sich die Division durch Frankreich, wo es zu teilweise heftigen Gefechten mit den Deutschen kam. Ende September Anfang Oktober 1944 erreichten sie Luxemburg und die Mosel. In der Folge war die Division auch an der Schlacht im Hürtgenwald beteiligt. Im Jahr 1946 kehrte die Division in die Vereinigten Staaten zurück, wo sie aufgelöst wurde.
Von Februar bis September 1946 kommandierte Robert Montague die Artillerie der 9. Infanteriedivision. Danach war er stellvertretender Kommandeur des Army’s Air Defense Artillery Centers in Fort Bliss in Texas. Von 1947 bis 1951 war er Kommandeur der Sandia Base bei Albuquerque in New Mexico. Diese damals strengster Geheimhaltung unterliegende Basis war ein Zentrum der Entwicklung nuklearer Waffen. In diese Zeit fiel der Roswell-Zwischenfall um einen angeblichen UFO-Absturz. In der Folge wurde Montague als Kommandeur der Sandia Base immer wieder mit Verschwörungstheorien um das Thema UFOs in Verbindung gebracht.
Von April 1951 bis August 1952 war Robert Montague leitender Stabsoffizier der Stabsabteilung für Operationen beim US European Command. Danach war er bis 1955 stellvertretender Leiter der Army Field Forces in Fort Monroe in Virginia. Am 26. Juni 1955 übernahm er als Nachfolger von John H. Collier das Kommando über das I. Korps, das in Südkorea stationiert war. Nachdem er sein Amt im Oktober 1956 an Arthur G. Trudeau übergeben hatte, übernahm Montague im Jahr 1957 das Kommando über das Caribbean Command mit Sitz in Panama. Dieses Amt hatte er bis zu seinem Tod am 20. Februar 1958 inne. Er starb in Folge einer Darmkrankheit, die er sich bei einer Südamerikareise zugezogen hatte.
Robert Montague fand seine letzte Ruhestätte auf dem amerikanischen Nationalfriedhof Arlington. 

## Orden und Auszeichnungen
Robert Montague erhielt im Lauf seiner militärischen Laufbahn unter anderem folgende Auszeichnungen:
- Army Distinguished Service Medal
- Legion of Merit
- Bronze Star Medal